# Gattendorf (Germania)
Gattendorf è un comune tedesco di 1 163 abitanti, situato nel land della Baviera.